# هارفي هندريك
هارفي هندريك (بالإنجليزية: Harvey Hendrick) هو لاعب كرة قاعدة أمريكي، ولد في 9 نوفمبر 1897 في ميسون في الولايات المتحدة، وتوفي في 29 أكتوبر 1941 في كوفينجتون في الولايات المتحدة.

## وصلات خارجية
- هارفي هندريك على موقعبيزبول رفرنس.كوم (الدوري الرئيسي) (الإنجليزية)
- هارفي هندريك على موقعبيزبول رفرنس.كوم (الدوري الثانوي) (الإنجليزية)
- هارفي هندريك على موقع مشجعي الرسوم البيانية (الإنجليزية)